# Luc Aubort
Luc Aubort est un artiste plasticien et peintre suisse né à Lausanne en 1971.
Il est diplômé d'études supérieures en arts plastiques de l'École cantonale d'Art de Lausanne en 1998. Il est membre fondateur et membre du Comité de Circuit, association d'art contemporain.

## Expositions personnelles
2012
- Frange, Galerie Hubert Bächler, Zurich
- Préfixe, Galerie Une, Auvernier, Neuchâtel
- Motif, CHUV, Lausanne

2010
- Kunst Zürich 10, Galerie Hubert Bächler, Zürich (www.galerie-hubert-baechler.ch)

2009
- Post, Galerie Hubert Bächler, Zürich

2008
- Encart, Espace Saint-François, Lausanne (www.esf.ch/aubort)
- Stase, Flon Ville (FLAC), Lausanne

2006
- Al, ECAL, Lausanne
- Folk, Galerie Hubert Bächler, Zürich
- Hopla, Konsortium, Düsseldorf (www.konsortium-d.com)
- Eclat, Galerie Alain le Gaillard, Paris (www.alainlegaillard.com)
- Lin, Espace Saint-François, Lausanne

2004
- Aléa, Néon diffuseur d’art contemporain, Lyon (www.chezneon.fr)
- Distil, Galerie Alain le Gaillard, Paris

2003
- Arrakis, Circuit ass. d’art cont., Lausanne (www.circuit.li)
- Mais, Espace Saint-François, Lausanne

2001
- Tag, Galerie Patrick Roy, Lausanne

2000
- Wet Paint, Galerie Patrick Roy, Lausanne

1998
- Prix Manganel 1997, ECAL, Lausanne

## Expositions collectives
2012
- Swiss Cultural Project in Seoul, Korea
- 9 = 10, Musée cantonal des Beaux-Arts, Lausanne

2011
- Arabesque, Galerie Hubert Bächler, Zürich
- Caravanne, cahier d’artiste Pro-Helvetia, Bâle
- Accrochage, Musée cantonal des Beaux-Arts, Lausanne

2010
- Boys Keep Swinging, Galerie Hubert Bächler, Zürich
- Lignum I, Espace Saint-François, Lausanne

2009
- Circuit & Co, Galerie PS, Amsterdam
- I am by Birth a Genevese, Forde, Genève
- Ranken und Schlingen, Museum Bruder Klaus, Sachseln

2008
- Abstration étendue, Espace de l’Art Concert, Mouans-Satoux
- The best is yet to come, Galerie Hubert Bächler, Zürich

2007
- Chambres, Hôtel La Louisiane, Paris
- Welschland, Substitut Raum für aktuelle Kunst haus der Schweiz, Berlin
- Secondary Structures, KIT Kunst im Tunnel, Kunsthalle, Düsseldorf
- ECAL A Success Story in Art and Design, Elac, Renens

2006
- Dezember, Galerie Hubert Bächler, Zürich
- Galerie Hubert Bächler, Kunst 06, Zürich
- Galerie Hubert Bächler, Preview Berlin 06, Berlin
- Ligne, couleur, espace, Galerie Natalie Seroussi, Paris
- Ligne, couleur, espace, Galerie Natalie Seroussi, Art Basel, Basel
- Super Nova, Domaine de Pommery, Reims
- Accrochage 4, Musée cantonal des Beaux-Arts, Lausanne

2005
- Summer Exhibition, Carpenter Workshop, London
- Hors les murs, MAP Alain Le Gaillard, Bruxelles
- Accrochage 3, Musée cantonal des Beaux-Arts, Lausanne

2004
- Circuito, arte e ricambi, Verona

2003
- Accrochage 1, Musée cantonal des Beaux-Arts, Lausanne

2002
- BCV – art, Musée Jenisch, Vevey
- Fête des 20 ans de FRI-ART, Fribourg

2001
- Vivement 2002, MAMCO, Genève
- Forde, Genève

2000
- The Doors, Hotel Löwengraben, Luzern
- Multiples, Plattform für Zeitgenössiche Kunst, Luzern
- Nouvelle Galerie, Grenoble

1999
- Galerie Patrick Roy, Lausanne
- Celeste & Eliot Kunstsalon, Zürich
- Morphingeneva 3, Airbag, Genève
- connexe & circuit, Galerie éof, Paris
- Affiches R2/12 Attitudes, Genève
- Perspectives romandes 2, Espace Arlaud, Lausanne
- L’Atelier sur l’Autoroute, St Denis, Paris

1998
- Circuit, espace d’art contemporain, Lausanne
- Glassbox open, Glassbox, Paris
- Commerce, Galerie Gaxotte, Porrentruy
- Alternative Spaces ch, Kunsthaus, Zürich
- Exposition des diplômes, Elac, Lausanne
- Cité Internationale des Arts, Paris

1997
- Les Éditions de l’École d’Art, Elac, Lausanne
- Don’t do it, MAMCO, Genève
- Centre d’Arts Visuels, Lausanne

## Prix
- 2011 : Accrochage Vaud
- 2010 : Pro Helvetia “Collection des Cahiers d’Artistes”, Série X
- 1998 : Atelier vaudois du 700e à la Cité Internationale des Arts de Paris
- 1997 : Société des peintres, sculpteurs et architectes, section Vaud Fondation Ernest Manganel